# NONEL
NONEL (Szwecja) (od ang. non electric) jest to sposób nieelektryczny odpalania ładunków materiałów wybuchowych przy zastosowaniu specjalnych przewodów detonujących które są podstawowym elementem. Zbudowany jest z trzech warstw zespolonych z sobą
1. (wewnętrzna) zwiększa wytrzymałość obwodową
2. (środkowa) zwiększa wytrzymałość wzdłużną
3. (zewnętrzna) nie przepuszcza promieni UV i posiada kolor
  1. różowy – złącza konektorowe
  2. żółty – otworowe w górnictwie odkrywkowym
  3. czerwony – otworowe kopalnie węgla kamiennego oraz drążenie tuneli

Średnica zewnętrzna tego przewodu wynosi 3 mm, a wewnętrzna wynosi 1,5 mm. Przewód ten jest pokryty wewnątrz cienką warstwą substancji wybuchowej (oktogen szybkość spalania 9000m/s oraz pył aluminium spowalniacz) w ilości od 5 – 20 mg na metr bieżący. Szybkość detonacji materiału wynosi 2100m/s a detonacja nie powoduje uszkodzenia przewodu.
Sposób ten zaleca się stosować w przypadku zagrożenia prądami błądzącymi.